# 不其县
不其县（「其」，中古擬音：/kɨ/，上古擬音：/*kɯ/），中国旧县名，因靠近不其山而得名。县治位于今青岛市城阳区城阳街道，管辖范围大致为今青岛市胶州湾东岸城区（市南区、市北区、李沧区、崂山区、城阳区）全域及即墨区南部。

## 革沿
公元前221年（秦朝始皇帝二十六年）置不其县，属胶东郡，东北邻接皋虞县，西北毗邻壮武县，东、南、西南三面环海。西汉不其县改属琅琊郡。东汉初年，皋虞县撤销，其属地划入。公元30年（东汉光武帝建武六年）改不其县为不其侯国，封伏湛为不其侯。公元214年（东汉献帝建安十九年），曹操将伏氏家族百余人灭族。不其侯国被除，其属地划归东莱郡。
公元277年（晋武帝咸宁三年）置长广郡，不其县为郡治。公元467年（宋明帝泰始四年），为青州治。同年，北魏攻克不其，长广郡属光州。公元556年（北齐天保七年），不其县被废除，并入长广县。公元596年（隋开皇十六年），不其县恢复建置，但当年即被废除，其属地划归即墨县。